# Lopatina
Lopatina - Лопатина (rus) - és un khútor del krai de Krasnodar, a Rússia. És a 7 km al nord de Kusxóvskaia i a 182 km al nord de Krasnodar. Pertany a l'stanitsa de Kusxóvskaia.